# Église Saint-Nicodème de Quily
L'église Saint-Nicodème  est une église catholique située au bourg de Quily, dans la commune de Val-d'Oust (département du Morbihan) en France.

## Localisation
L'église est située dans le département français du Morbihan, sur la commune de Val-d'Oust.

## Historique
L'église était dédiée à Notre-Dame des Neiges. 
Depuis 1802 elle est sous le patronage de saint Nicodème. 
Elle est édifiée en forme de croix latine. 
L'inscription placée près de la porte Sud de l'église Saint-Nicodème font l’objet d’une inscription au titre des monuments historiques depuis le 25 septembre 1928.